# قرن السهامي (مناخة)

تعديل مصدري - تعديل

قرن السهامي هي إحدى قرى عزلة بني برة بمديرية مناخة التابعة لمحافظة صنعاء، بلغ تعداد سكانها 101 نسمة حسب تعداد اليمن لعام 2004.